# Al-Hassan Ag Abdoul Aziz
Al-Hassan Ag Abdoul Aziz Ag Mohamed Ag Mahmoud también conocido como Abdoulaziz Al-Hassan (Hangabéra, 19 de septiembre de 1977) es un maliense que se unió a Ansar Dine a principios de 2012 y se convirtió en jefe de la Policía Islámica Ansar Dine / al-Qaeda en el Magreb Islámico (AQMI) en Tombuctú durante conflicto en le norte de Mali. Desde septiembre de 2019 está bajo la custodia de la Corte Penal Internacional, pendiente de juicio por los cargos de crímenes de lesa humanidad y crímenes de guerra llevados a cabo durante 2012 y 2013, incluida la violación y la esclavitud sexual en virtud del Artículo 8 2. (e) (vi) de El Estatuto de Roma de la CPI .  

## Conflicto del norte de Mali
Ansar Dine y al-Qaeda en el Magreb Islámico (AQMI) mantuvieron el control militar sobre Tombuctú entre abril de 2012 y enero de 2013. Ansar Dine y AQMI crearon lo que llamaron una fuerza policial religiosa, una brigada de moral y un tribunal islámico, que castigó severamente a la población local que desobedecía las reglas de Ansar Dine / AQMI, con encarcelamiento, juicios injustos, flagelación, tortura y la destrucción de objetos religiosos. Al-Hassan se unió a Ansar Dine a principios de 2012 y en mayo de 2012 se había convertido en miembro de la policía religiosa. Se convirtió en el líder de facto de la policía, con cuarenta policías bajo su control. Al-Hassan también cooperó con el tribunal islámico, sabiendo, según la CPI,  que el tribunal actuó injustamente y participó en la ejecución de los castigos del tribunal y en la destrucción de los mausoleos musulmanes en Tombuctu.  Al-Hassan también participó en un programa de matrimonios forzados que convirtió a las mujeres y niñas de Tombuctu en esclavas sexuales.  

## Caso de la CPI
La investigación de la Corte Penal Internacional en Malí sostiene que las acciones de al-Hassan durante 2012 y 2013 forman parte de la política sistemática de una organización contra la población civil de Tombuctu, y que él individualmente, junto con otros, a través de otros, y dando órdenes o estímulos, es penalmente responsable de crímenes contra la humanidad y crímenes de guerra .

### Mandato y arresto
La CPI emitió un mandato para el arresto de al-Hassan el 27 de marzo de 2018. Malí lo entregó a la corte varios días después, llegando a los Países Bajos el 31 de marzo de 2018.
El caso contra al-Hassan fue descrito como "innovador" en The Guardian, ya que incluía la esclavitud sexual como un componente importante de los cargos de crímenes de guerra y crímenes contra la humanidad. Melinda Reed de  Women's Initiatives for Gender Justice describió el caso como "otro paso en una evolución positiva". Cada decisión importa. Estamos escribiendo la jurisprudencia del futuro ahora, por lo que cada caso y cada paso es extremadamente importante con respecto a los delitos sexuales y de género ".

### Juicio
El 30 de septiembre de 2019, los jueces de la CPI confirmaron los cargos contra al-Hassan y declararon que el juicio continuaría.  Los abogados de Al-Hassan declararon que era inocente y que el caso debería ser desestimado.
El 14 de julio de 2020, la Corte Penal Internacional abrió el juicio de Al-Hassan Ag Abdoul Aziz Ag Mohamed Ag Mahmoud. Este presunto yihadista está siendo procesado por crímenes de lesa humanidad y crímenes de guerra cometidos durante la ocupación de Tombuctú, por Ansar Dine y Aqmi, en 2012. Fue uno de los comisionados de la vice policía.
Trece cargos de tortura, matrimonio forzado, esclavitud sexual, violación, persecución, asalto a la dignidad de la persona y ataque a monumentos religiosos.
El 26 de junio de 2024, la Corte Penal Internacional condenó a Al Hassan Ag Abdoul Aziz por “crímenes de guerra y crímenes contra la humanidad”. El 20 de noviembre fue condenado a diez años de prisión.